# Паперни-Борек
Паперни-Борек (пол. Papierny Borek) — село в Польщі, у гміні Красносельц Маковського повіту Мазовецького воєводства.
Населення — 86 осіб (2011).
У 1975-1998 роках село належало до Остроленцького воєводства.

## Демографія
Демографічна структура станом на 31 березня 2011 року:
|          | Загалом | Допрацездатний вік | Працездатний вік | Постпрацездатний вік |
| -------- | ------- | ------------------ | ---------------- | -------------------- |
| Чоловіки | 46      | 10                 | 32               | 4                    |
| Жінки    | 40      | 8                  | 20               | 12                   |
| Разом    | 86      | 18                 | 52               | 16                   |